# Steve Macknowski
Stephen Albert (Steve) Macknowski (Yonkers, 16 februari 1922 - 4 april 2013) was een Amerikaans kanovaarder.
Macknowski won tijdens de Olympische Zomerspelen 1948 de gouden medaille in de C-2 10.000m en de zilveren medaille op de C-2 1000 meter samen met Steve Lysak.

## Belangrijkste resultaten

### Olympische Zomerspelen
| Editie | Plaats | Resultaten  |
| ------ | ------ | ----------- |
| 1948   | Londen | C-2 10.000m |

1936: Václav Mottl & Zdeněk Škrlant ·
1948: Steve Lysak & Steve Macknowski ·
1952: Jean Laudet & Georges Turlier ·
1956: Gratsian Botev & Pavel Charin